# Pamięć zbiorowa
Uzasadnienie: Artykuły dotyczą tego samego, tytuły są synonimami
Pamięć zbiorowa, pamięć społeczna – zespół wyobrażeń o przeszłości grupy, a także wszystkich postaci i wydarzeń z tej przeszłości, które są w najróżniejszy sposób upamiętniane. Obejmuje również rozmaite sposoby tego upamiętniania.
Według Barbary Szackiej ma ona kilka funkcji takich jak: przekaz wartości i wzorów zachowań pożądanych, legitymizację władzy, współtworzenie poczucia tożsamości zbiorowej, opartej na świadomości wspólnej przeszłości, istnienia w czasie, przodków, losu i symboli.